# Booth (Virginia Occidental)
Booth es un área no incorporada ubicada dentro del Distrito Oeste, una división civil menor del condado de Monongalia (Virginia Occidental), Estados Unidos. Está catalogada como un asentamiento humano por la Junta de Nombres Geográficos de los Estados Unidos.
El número de identificación (ID) asignado por el Servicio Geológico de Estados Unidos es 1553949.

## Geografía
Se encuentra a una altitud de 310 m s. n. m. (1020 pies) según el conjunto de datos de elevación nacional.